# 南光台南
南光台南（なんこうだいみなみ）は、宮城県仙台市泉区の町丁。郵便番号は981-8002。住民基本台帳に基づく人口は4,661人、世帯数は2,227世帯（2025年1月1日現在）。現行行政地名は南光台南一丁目から南光台南三丁目であり、全域で住居表示を実施している。泉市南光台南、仙台市南光台南。

## 地理
七北田丘陵の東部、泉区の南に位置し、南側は宮城野区と接している。南は宮城野区自由ケ丘、西から北にかけては南光台・南光台東、東は宮城野区鶴ケ谷と接している。
かつては浦田山と呼ばれる仙台藩の御林であり猟場でもあったが、昭和30年代の中頃から造成が始まり、南光台・南光台東とともに仙台都市圏最大級の大規模団地へと変化を遂げた。明治時代ごろの南光台南は国有林と七北田村所有の雑木林が広がり、浦田山道や鶴ケ谷山道、燕沢山道などの近隣の村同士をつなぐ道が通っていた。また、八沢川という谷川が流れていたものの、団地開発の際に埋め立てられ造成された。
- 丘陵：七北田丘陵

### 地名の由来
南光台の南にあることから名付けられた。（南光台の由来については南光台#概要も参照）

## 歴史

### 近代まで
江戸時代までは陸奥国宮城郡松森村の一部であった。当時の南光台南は仙台藩の御林であり、天ヶ沢という川を主流にいくつもの沢と谷が存在する丘陵地帯だった。付近には仙台藩の火薬貯蔵庫の松森焔硝蔵跡も残り、仙台藩との関わりが深かったと推測されている。
明治時代に入ると、仙台藩の御林は国有林と七北田村所有になり、集落がこの林を管理する体制に変化した。

### 現代
第二次世界大戦後、この雑木林は集落民に分割され個人所有となった。1961年（昭和36年）、七北田村から放牧場として一部を借りていた関兵精麦の関兵馬は320万円でブルドーザーを購入し、個人所有となっていた土地を買収した上で南光台の開発を始めた。開発を始めた関兵馬は南光台の開発で巨万の富を得て史上最高額の所得をたたき出し、1971年の高額所得番付では全国1位にランクインしている。
造成により沢や谷が埋め立てられ、谷沿いにあった八瀧不動尊神社は1974年（昭和49年）場所を移し現在の南光台南三丁目公園の位置に社が建てられた。この不動尊は現在のザ・ビッグ仙台南光台店の北側にあり、沢の水は頭痛や目の病にも効くといわれ、地元の人々が利用していたとされている。
1977年（昭和52年）、南光台地区にて住居表示が施行され、南光台南が誕生した。同じくして南光台と南光台東でも住居表示が施行されている。

### 年表
- 1961年（昭和36年） - 関兵精麦の関兵馬が320万円でブルドーザーを購入し、南光台の造成が始まる。
- 1974年（昭和49年） - 八瀧不動尊神社が現在の場所へ移される。
- 1977年（昭和52年）8月1日 - 南光台地区の住居表示が施行され、南光台南一丁目から南光台南三丁目が誕生する。
- 1988年（昭和63年）3月1日 - 泉市の仙台市編入に伴い仙台市南光台南となる。
- 1989年（平成元年）4月1日 - 仙台市の政令指定都市移行に伴い泉区が設置され、仙台市泉区南光台南となる。

### 町名の変遷
町名の変遷は以下の通りとなる。
| 実施後         | 実施年月日   | 実施前（各町名ともその一部） | 実施前（各町名ともその一部） |
| -------------- | ------------ | ---------------------------- | ---------------------------- |
| 南光台南一丁目 | 1977年8月1日 | 大字松森                     | 字前ケ沢                     |
| 南光台南一丁目 | 1977年8月1日 | 大字松森                     | 字前坂                       |
| 南光台南二丁目 | 1977年8月1日 | 大字松森                     | 字前坂                       |
| 南光台南三丁目 | 1977年8月1日 | 大字松森                     | 字前坂                       |
| 南光台南三丁目 | 1977年8月1日 | 大字松森                     | 字陣ケ原                     |

## 世帯数と人口
2025年（令和7年）1月1日現在の世帯数と人口は以下の通りである。
| 町丁           | 世帯      | 人口    |
| -------------- | --------- | ------- |
| 南光台南一丁目 | 637世帯   | 1,392人 |
| 南光台南二丁目 | 659世帯   | 1,286人 |
| 南光台南三丁目 | 931世帯   | 1,983人 |
| 計             | 2,227世帯 | 4,661人 |

## 小・中学校の学区
小・中学校の学区は以下の通りとなる。
| 町丁           | 字・番地 | 小学校         | 中学校         |
| -------------- | -------- | -------------- | -------------- |
| 南光台南一丁目 | 全域     | 南光台小学校   | 南光台中学校   |
| 南光台南二丁目 | 全域     | 南光台東小学校 | 南光台東中学校 |
| 南光台南三丁目 | 全域     | 南光台東小学校 | 南光台東中学校 |

## 施設・名所・観光スポット

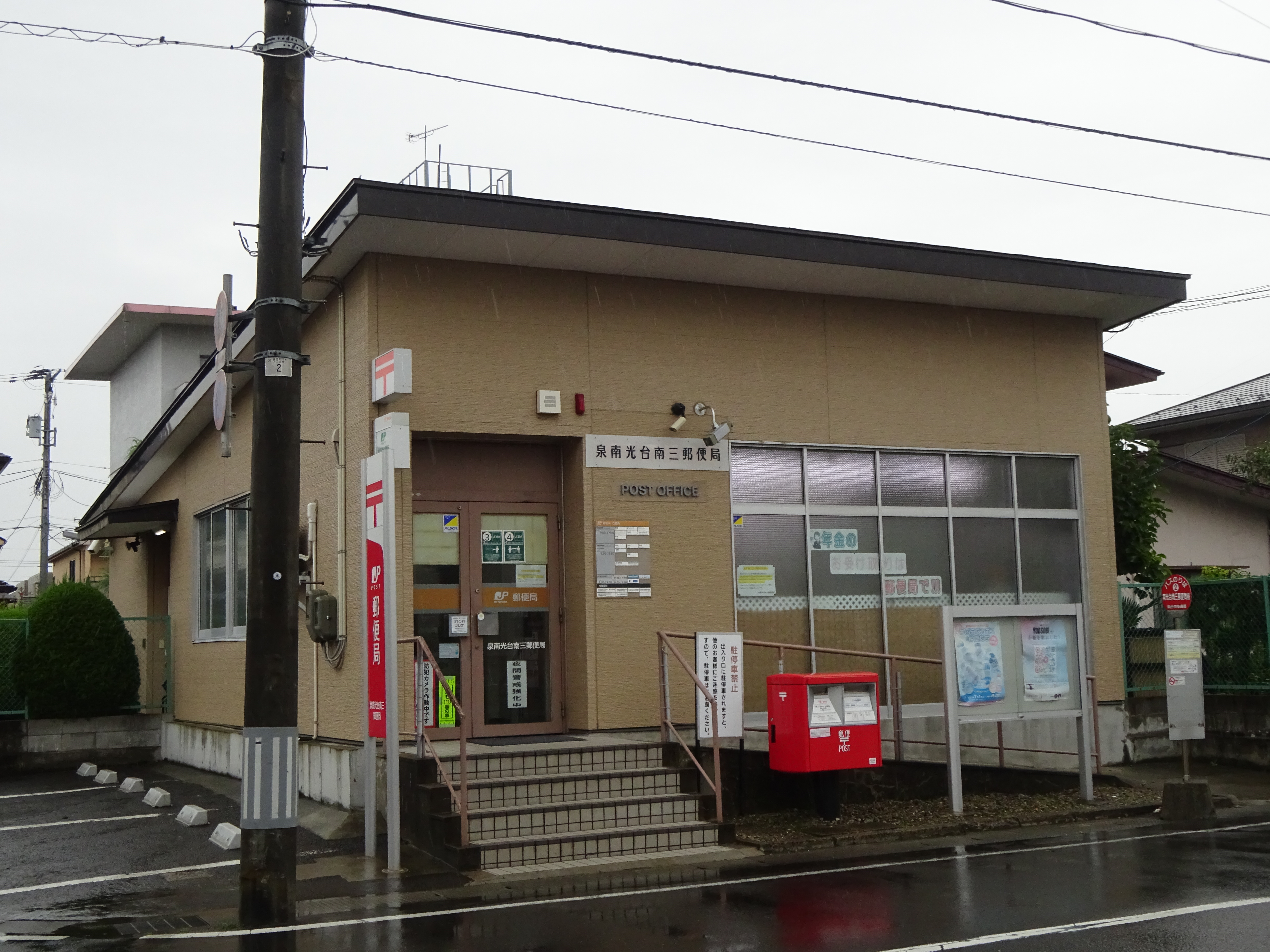
泉南光台南三郵便局

### 公共
- 泉南光台南三郵便局（南光台南三丁目16-25）
- 南光第二幼稚園（南光台南一丁目18-1）
- 南光台地域包括支援センター（南光台一丁目14-27）

#### 公園
- 南光台南一丁目公園（南光台南一丁目1-349）
- 南光台南二丁目公園（南光台南二丁目1-350）
- 南光台南二丁目北公園（南光台南二丁目10-966）
- 南光台南三丁目公園（南光台南三丁目35-454）
- 南光台南三丁目南公園（南光台南三丁目10-870）

#### 集会所
- 前坂集会所（南光台南二丁目8-45）
- 前坂南集会所（南光台南三丁目35-7）

### 寺社
- 八瀧不動尊神社（南光台南三丁目35-454） - 南光台南三丁目公園の敷地内。毎年5月29日ごろに行われる祭りでは子ども神輿が10の町内会から出る。どんと祭の会場もこの神社である[9]。

### 企業
- 南光台金物 本社（南光台南一丁目1-9）

### 商業・店舗など
- 南光台金物 南光台店（南光台南一丁目1-9）
- ほっともっと 仙台南光台店（南光台南一丁目2-2）
- 秀英予備校 南光台校（南光台南一丁目2-6）
- とんかつ大町 南光台店（南光台南一丁目2-8）
- 仙臺菓匠宮城野 南光台店（南光台南一丁目2-13）
- やきとり大吉 南光台店（南光台南二丁目1-3）
- 業務スーパー 南光台店（南光台南二丁目2-1）
- セブン-イレブン 仙台南光台南2丁目（南光台南二丁目26-3）
- 仙台東斎場 清月記（南光台南三丁目7-7）
- ツルハドラッグ 南光台店（南光台南三丁目20-6）
- JSS 南光台スイミングスクール（南光台南三丁目20-10）
- やまや 南光台南店（南光台南三丁目21-10）
- ザ・ビッグ 仙台南光台店（南光台南三丁目28-1）
- 關兵石油 セルフ南光台SS（南光台南三丁目37-21）
- 仙台銀行 南光台支店（南光台南三丁目37-28）

## 交通

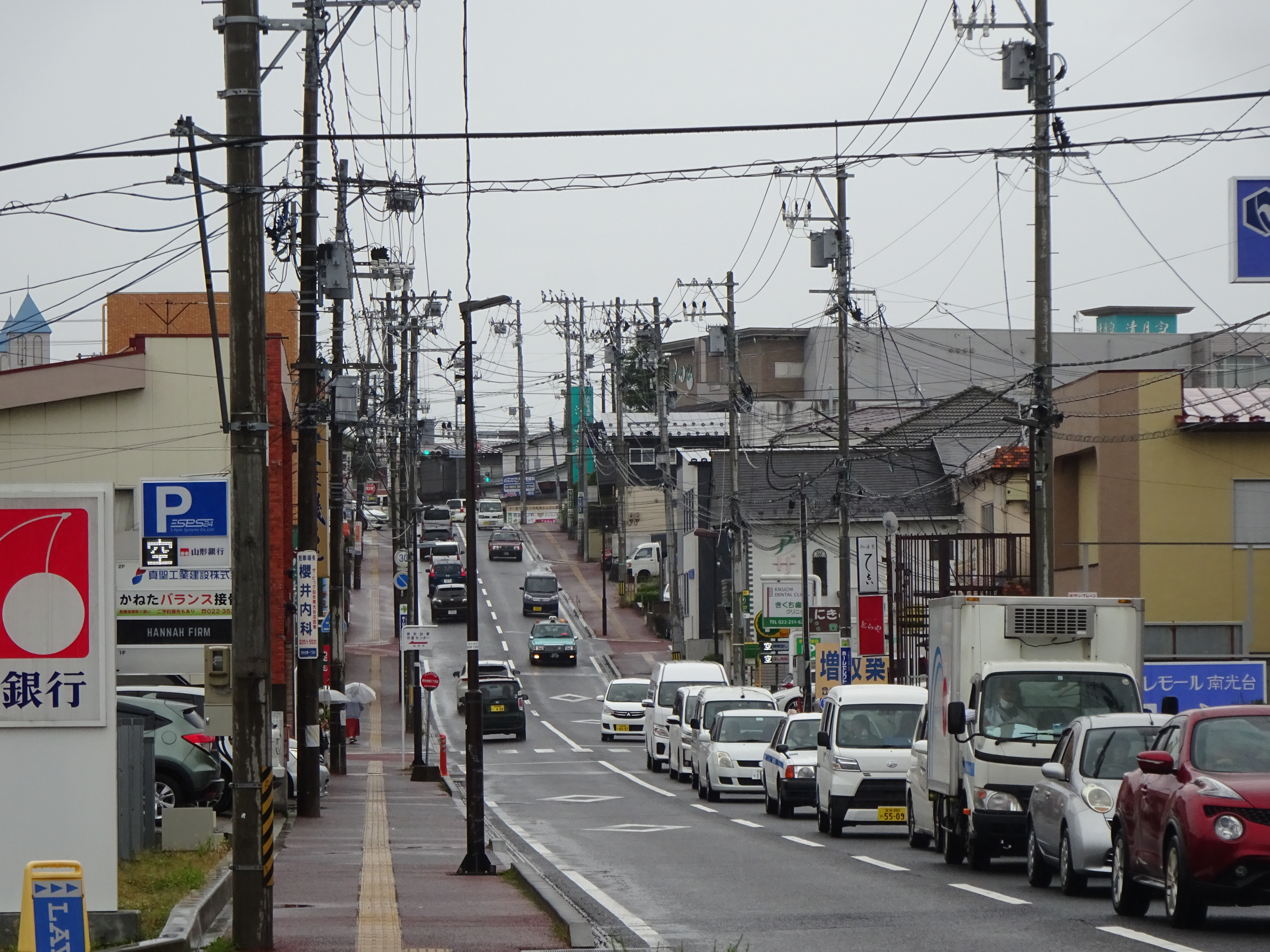
メインストリートの四条通り

### 鉄道
- 鉄道駅はない。最寄り駅は仙台市地下鉄南北線の旭ヶ丘駅。

### バス
- 仙台市営バス
  - 鶴ケ谷四丁目中 - 南光台南三郵便局前 - 南光台南二丁目 - 南光台南一丁目中 - 南光台商工会館前（59系統）
  - 南光台南三丁目北 - 南光台南一丁目 - 南光台小学校前（47/50/51/53/120/220系統）
  - 鶴ケ谷四丁目中 - 鶴ケ谷四丁目北 - 南光台南三丁目北 - 南光台南一丁目 - 南光台小学校前（57系統）

### 道路
- 一般国道、一般県道は通っていない。通りの名称としては四条通りなどがあり、南光台・南光台南・南光台東には一条通りから八条通りまで存在する。これは道が縦横に整備されている京都に倣い名付けられたからとされている[14]。